# Ludovico Trasi

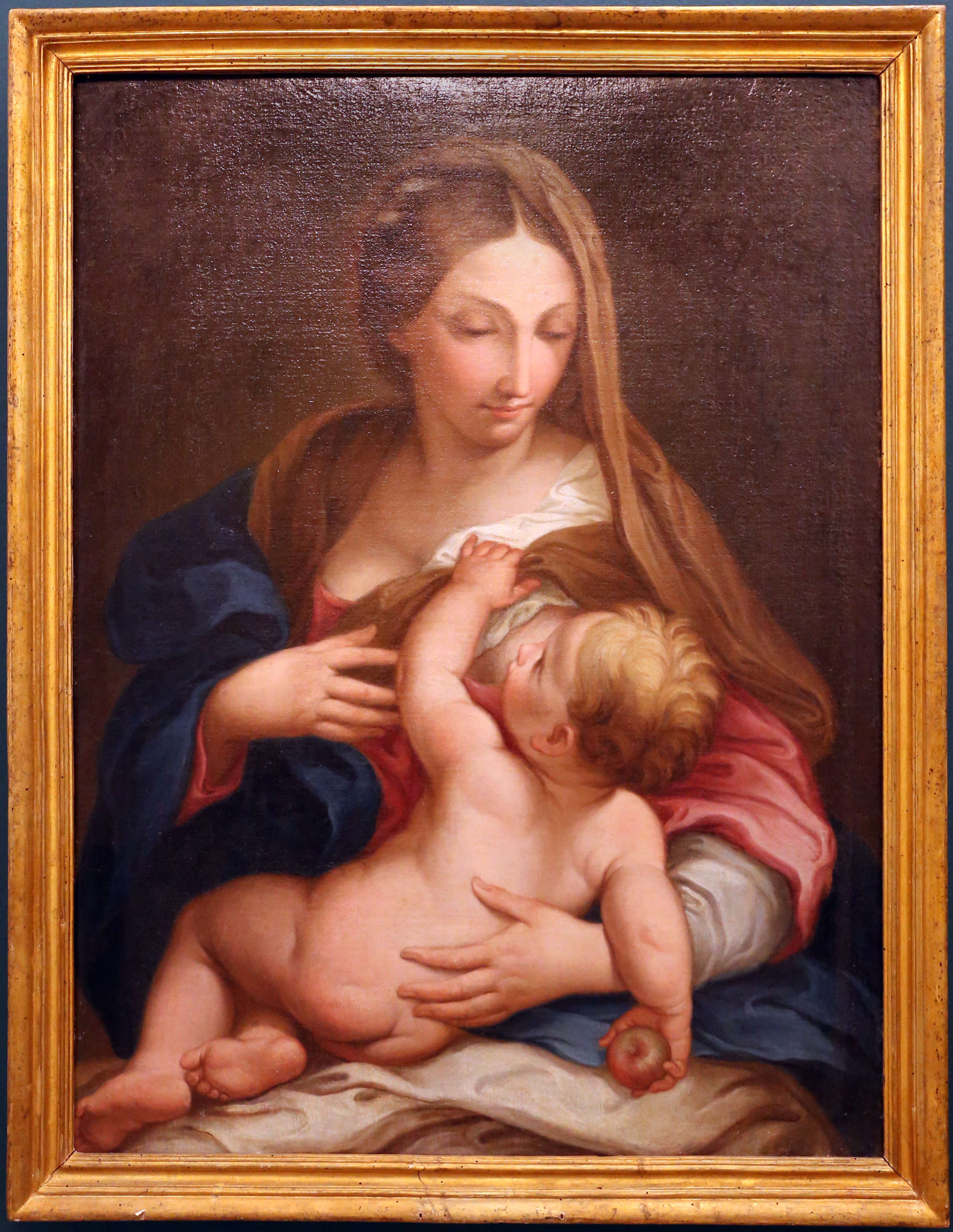
Madonna che allatta il bambino, Ascoli, Pinacoteca Civica

Ludovico Trasi (Ascoli Piceno, 1634 – Ascoli Piceno, 20 febbraio 1694) è stato un pittore italiano.

## Biografia
Trasi nacque dal padre pittore Antonio Trasi, che mandò suo figlio a studiare all'estero. Contemporaneamente con il suo amico di lunga data Carlo Maratta, fu allievo di Andrea Sacchi a Roma. Al suo ritorno ad Ascoli, fu attivo nella pittura delle chiese e come scenografo per il teatro. Uno dei suoi capolavori fu il Miracolo di San Nicola di Bari per la chiesa di San Cristoforo, Ascoli Piceno.
Tra i suoi allievi c'erano Tommaso Nardini e Luca Vitelli (morto nel 1730). Suo fratello, Giovanni Trasi, fu anche egli un pittore e divenne successivamente collaboratore di Pier-Sante Cicala.